# Theo Eerdmans
Theo Matthijs Eerdmans (Rotterdam, 28 juli 1922 – Loosdrecht, 28 oktober 1977) was een Nederlandse quizmaster, journalist en auteur.

## Biografie
Eerdmans begon zijn carrière als administrateur bij de PTT in Den Haag en werd daarna achtereenvolgens verslaggever bij de kranten De Nederlander en Het Vrije Volk.
Hij werd bij het grote publiek het meest bekend als presentator in de beginjaren van de Nederlandse televisie. Hij leidde de spelprogramma's Weet wel wat je waagt, Je neemt er wat van mee en Tel uit je winst. Bij alle programma's werd hij bijgestaan door zijn assistente Maud van Praag (1925-2011). Beroemd werd het eind van de VARA-quiz Je neemt er wat van mee, waarin een kandidaat duizend gulden kon winnen, maar één cent moest teruggeven om zo geen kansspelbelasting te hoeven betalen.
Eerdmans schreef ook een aantal boeken. In 1952 schreef hij de novelle "Mijn Vrijheid" over zijn arrestatie tijdens een razzia in 1944. Daarnaast schreef hij twee detectiveverhalen, Moord en mooie handel en Telefoon uit Maastricht.
Na jaren van roem ging de loopbaan van Eerdmans bergafwaarts. Het televisiewerk nam af en kort nadat Het Vrije Volk Amsterdam voor Rotterdam had ingeruild werd hij in het najaar van 1970 op non-actief gesteld en later ontslagen.
In 1977 verdronk Eerdmans tijdens het vissen op de Loosdrechtse Plassen nabij Vreeland, vermoedelijk nadat hij een hersenbloeding had gekregen.